# 渠家大院
37°21′25″N 112°19′15″E / 37.35694°N 112.32083°E
渠家大院位于中华人民共和国山西省祁县县城昭余镇东大街33号，已列为全国重点文物保护单位。渠家大院于1996年辟为山西省晋商文化博物馆。

## 历史
渠家大院为清代富商渠源浈（1842-1921）、渠本翘（1862-1919）父子及后人的宅院。始建于清乾隆年间，至民国十四年（1925年）陆续建成目前的规模。。

## 建筑
渠家大院坐北朝南，占地5317平方米，建筑面积3200平方米，内分8个大院、19个小院，包括统楼院、栏杆院、戏台院等等，共240间房。外观为城堡式，内部建筑屋顶形式有歇山顶、悬山顶、卷棚顶、硬山顶等。
长裕川茶庄旧址占地2039平方米，建筑面积1198平方米，是晋商开设时间最长、规模最大的茶庄之一。

## 保护
2006年5月25日，渠家大院公布为第六批全国重点文物保护单位，编号6-475。渠家长裕川茶庄旧址位于段家巷北口38号，一同列入保护。